# Austin Clarke (Dichter)
Austin Clarke (irisch: Aibhistín ÓʹCleirigh; * 9. Mai 1896 in Dublin; † 19. März 1974) war ein irischer Dramatiker und Schriftsteller, der neben Patrick Kavanagh und Louis MacNeice zu den bedeutendsten irischen Poeten der Generation nach William Butler Yeats zählt.

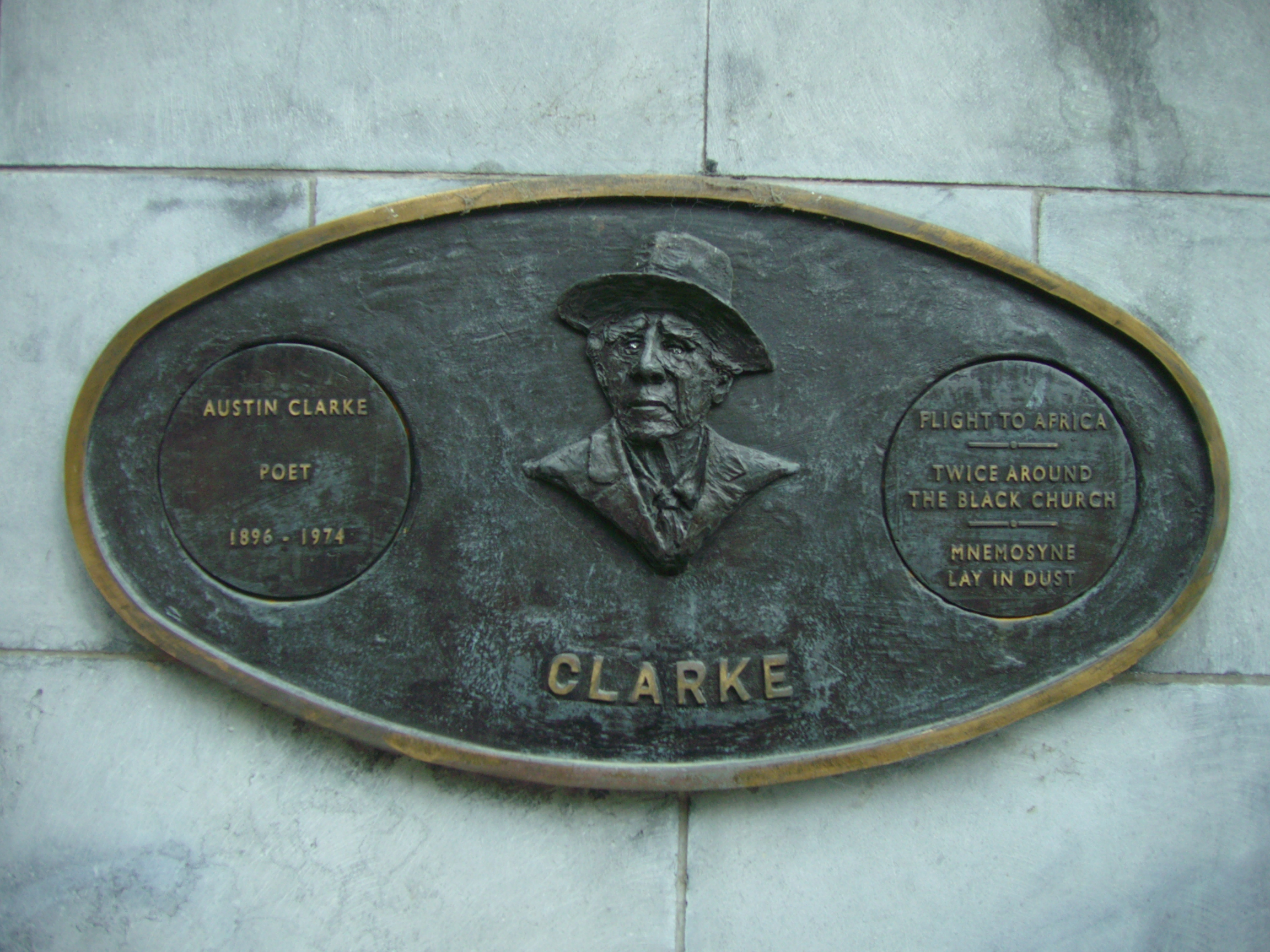
Austin Clarke, Plakette im Saint Patrick’s Park, Dublin, 1988

## Leben
Austin Clarke studierte nach dem Besuch der Jesuitenschule Belvedere College am University College Dublin und gab während dieser Zeit 1917 sein literarisches Debüt mit dem Gedichtband The Vengeance of Fionn, der ersten von insgesamt 18 Gedichtsammlungen. Zu Beginn standen seine episch-lyrischen Gedichte unter dem Einfluss von William Butler Yeats und seiner Begeisterung für die irisch-gälische Mythologie, ehe er im Laufe der Zeit ein technisch versierter Dichter wurde, satirisch, aber auch kritisch zur irischen Gesinnung.
Zwischen 1922 und 1937 war er Clarke als Literaturkritiker und Journalist in England tätig. Dort verfasste er 1932 auch seinen ersten Roman The Bright Temptation, der bis 1954 in Irland nicht erscheinen durfte. Zugleich war er 1932 einer der Mitbegründer sowie später auch Präsident der Irish Academy of Letters.
Nach seiner Rückkehr nach Dublin 1937 wurde er auch ein beachteter Dramatiker und Anhänger des Versdrama, das er durch die Gründung der Dublin Verse-Speaking Society im Jahr 1941 förderte. Seine Bühnenwerke sind stark von irischen Legenden geprägt und erschienen 1963 als gesammeltes Werk.
Neben den beiden autobiografisch geprägten Werken Twice Round the Black Church (1962) sowie A Penny in the Clouds (1968)  wurden seine gesammelten Gedichte 1974 unter dem Titel Collected Poems veröffentlicht.
Zu seinen weiteren Veröffentlichungen gehören Poetry in Modern Ireland (1951), Later Poems (1961), Flight to Africa: And other poems (1963), The Son of Learning: A Comedy in Three Acts (1964), Mnemosyne lay in dust (1966), Echo at Coole & Other Poems (1968), A Penny in the Clouds: More Memories of Ireland and England (1968) und The Impuritans (1973).